# Synema annulipes
Synema annulipes är en spindelart som beskrevs av Dahl 1907. Synema annulipes ingår i släktet Synema och familjen krabbspindlar. Inga underarter finns listade i Catalogue of Life.